# Redon
För andra betydelser, se Redon (olika betydelser).
Redon är en kommun i departementet Ille-et-Vilaine i regionen Bretagne i nordvästra Frankrike. Kommunen ligger i kantonen Redon som tillhör arrondissementet Redon. År 2022 hade Redon 9 336 invånare.

## Geografi
Staden ligger där de två floderna Oust och Vilaine sammanflödar. Detta har gjort att staden är känd för att översvämmas under höst och vinter.

## Befolkningsutveckling
Antalet invånare i kommunen Redon
Referens:INSEE